# Sopar d'amics
Sopar d'amics  (francès: Le code a changé; literalment, "El codi ha canviat," fent referència al codi d'entrada per la porta exterior del complex d'apartaments on té lloc gran part de la pel·lícula) és una pel·lícula francesa de 2009 dirigida i escrita per Danièle Thompson..¡ Ha estat doblada al català.

## Argument
La pel·lícula se centra en un sopar que té lloc cada any entre un grup d'amics parisencs durant la "Fête de la Musique". En Piotr, el marit de Marie-Laurence, que és un advocat amb excés de feina, està de permís sabàtic, així que li correspon organitzar el sopar. El sopar no surt com estava previst: Lucas es baralla amb la seva dona Sarah, Melanie decideix que aquest és el moment perfecte per confessar la seva aventura extramatrimonial al seu marit Alain. Juliette, la germana de Marie-Laurence, ve amb un convidat sorpresa, Erwann, el seu nou company, que és trenta anys més gran que ella. L'arribada d'Henri, el pare de Juliette i Marie-Laurence, suposa un nou trastorn perquè Juliette no parla amb ell.

## Repartiment
- Karin Viard com a Marie-Laurence 'ML' Claverne
- Dany Boon com a Piotr
- Marina Foïs com a Mélanie Carcassonne
- Patrick Bruel com el doctor Alain Carcassonne
- Emmanuelle Seigner com Sarah Mattei
- Christopher Thompson com a Lucas Mattei
- Marina Hands com a Juliette
- Patrick Chesnais com Erwann
- Blanca Li com a Manuela
- Laurent Stocker com a Jean-Louis Mauzard
- Pierre Arditi com a Henri
- Jeanne Raimbault com a Doris
- Marc Rioufol com a Daniel Laurent
- Isabelle Cagnat com a Madame Bollet
- Michèle Brousse com a Madame Andrieux
- Michel Motu com a M. Andrieux
- Guillaume Durand com ell mateix

## Llocs de rodatge
- La porta d'accés al pati és la del 10, rue du Jourdain a París 20è (aquest carrer s'obre a la rue de Belleville).
- El pati utilitzat és el del 105, rue de Belleville a París 19è.
- La casa es troba en un dels patis del 151, rue de Belleville a París 19è.
- Es va rodar una escena al Pure Café,[4] un altre A les Taules de la Font (que des d'aleshores s'ha convertit en Les Petites indécises) a l’11è districte, un tercer a Zéphyr, al 20è, rue du Jourdain.
- La Halle aux Oliviers de Bellevilloise, situada al 20è, va servir d'escenari per a l'escena final.[5]